# Ranunculus nigrescens
Ranunculus nigrescens là một loài thực vật có hoa trong họ Mao lương. Loài này được Freyn miêu tả khoa học đầu tiên năm 1880.